# Premio Nacional de Poesía
Premio Nacional de Poesía – hiszpańska nagroda literacka przyznawana rokrocznie w dziedzinie poezji przez Ministerstwo Kultury Hiszpanii. Otrzymuje ją hiszpański autor najlepszego dzieła poetyckiego napisanego w poprzednim roku w Hiszpanii którymkolwiek z jej języków. Poprzednik tej nagrody to  Concurso Nacional de Literatura en la modalidad de Poesía. Wysokość wyróżnienia wynosi obecnie 20 000 euro.

## Laureaci Concurso Nacional de Literatura en la modalidad de Poesía
- 1924 – Rafael Alberti za Marinero en tierra
- 1925 – Gerardo Diego za Versos humanos
- 1927 – Dámaso Alonso za El viento y el verso
- 1933 – Adriano del Valle za Ruido de Tranvías
- 1934 – Vicente Aleixandre za La destrucción o el amor
- 1937 – Antonio Sánchez Barbudo za Entre dos fuegos
- 1938 – Emilio Prados za Destino fiel
- 1949 – Leopoldo Panero za Escrito a cada instante
- 1950 – José María Valverde za La espera
- 1951 – José García Nieto za Tregua
- 1951 – Alfonsa de la Torre za Oratorio de San Bernardino
- 1952 – Dionisio Ridruejo za En Once años. Poesías completa de juventud
- 1953 – Luis Rosales za Rimas
- 1954 – José Hierro za Antología
- 1955 – Jorge Campos za ¿?
- 1957 – José García Nieto za Geografía es amor
- 1959 – Rafael Laffón za Rama ingrata
- 1960 – José Luis Prado Nogueira za Miserere en la tumba de R. N.
- 1962 – Manuel Alcántara za Ciudad de entonces
- 1963 – Eladio Cabañero za Marisa Sabia y otros poemas
- 1965 – Alfonso Canales za Aminadab
- 1966 – Pere Gimferrer za Arde el mar
- 1967 – Carmen Conde za Obra poética
- 1972 - Manuel Ríos Ruiz za "El Oboe"
- 1973 – Ángel García López za Elegía en Astaroth

## Laureaci Premio Nacional de Poesía
- 1977 – Miguel Fernández za Eros y Anteros
- 1978 – Félix Grande za Las rubáiyatas de Horacio Martín
- 1979 – Leopoldo de Luis za Igual que guantes grises
- 1980 – Carlos Sahagún za Primer y último oficio
- 1981 – Vicente Gaos za Última Thule
- 1982 – Antonio Colinas za Poesía, 1967–1981
- 1983 – Claudio Rodríguez za Desde mis poemas
- 1984 – nagrody nie przyznano
- 1985 – Joan Vinyoli za Passeig d'aniversari
- 1986 – nagrody nie przyznano
- 1987 – Francisco Brines za El otoño de las rosas
- 1988 – Antonio Gamoneda za Edad
- 1989 – Pere Gimferrer za El vendaval
- 1990 – Carlos Bousoño za Metáfora del desafuero
- 1991 – Luis Álvarez Piñer za En resumen, 1927–1988
- 1992 – Basilio Fernández López za Poemas 1927–1987
- 1993 – José Ángel Valente za No amanece el cantor
- 1994 – Rafael Guillén za Los estados transparentes
- 1995 – Luis García Montero za Habitaciones separadas
- 1996 – Felipe Benítez Reyes za Vidas improbables
- 1997 – Diego Jesús Jiménez za Itinerario para náufragos
- 1998 – José Antonio Muñoz Rojas za Objetos perdidos
- 1999 – José Hierro za Cuaderno de Nueva York
- 2000 – Guillermo Carnero za Verano inglés
- 2001 – José Ángel Valente za Fragmentos de un libro futuro
- 2002 – Carlos Marzal za Metales pesados
- 2003 – Julia Uceda za En el viento, hacia el mar
- 2004 – Chantal Maillard za Matar a Platón
- 2005 – José Corredor Matheos za El don de la ignorancia
- 2006 – José Manuel Caballero Bonald za Manual de infractores
- 2007 – Olvido García Valdés za Y todos estábamos vivos
- 2008 – Joan Margarit za Casa de Misericordia
- 2009 – Juan Carlos Mestre za La casa roja
- 2010 – José María Millares za Cuadernos, 2000–2009
- 2011 – Francisca Aguirre za Historia de una anatomía
- 2012 – Antonio Carvajal za Un girasol flotante
- 2013 – Manuel Álvarez Torneiro za Os ángulos da brasa
- 2014 – Antonio Hernández Ramírez za Nueva York después de muerto
- 2015 – Luis Alberto de Cuenca za Cuaderno de vacaciones
- 2016 – Ángeles Mora za Ficciones para una autobiografía
- 2017 – Julio Martínez Mesanza za Gloria
- 2018 – Antònia Vicens za Tots els cavalls
- 2019 – Pilar Pallarés za Tempo fósil
- 2020 – Olga Novo za Feliz Idade
- 2021 – Miren Agur Meabe za Nola gorde errautsak kolkoan
- 2022 – Aurora Luque za Un número finito de veranos[1]